# آبشار چیتراکوت
آبشار چیتراکوت (به انگلیسی: Chitrakoot Falls) آبشاری است که در  هند واقع شده و ارتفاع کلی ریزشگاه آن ۲۹ متر (۹۵ فوت) است.

## نگارخانه

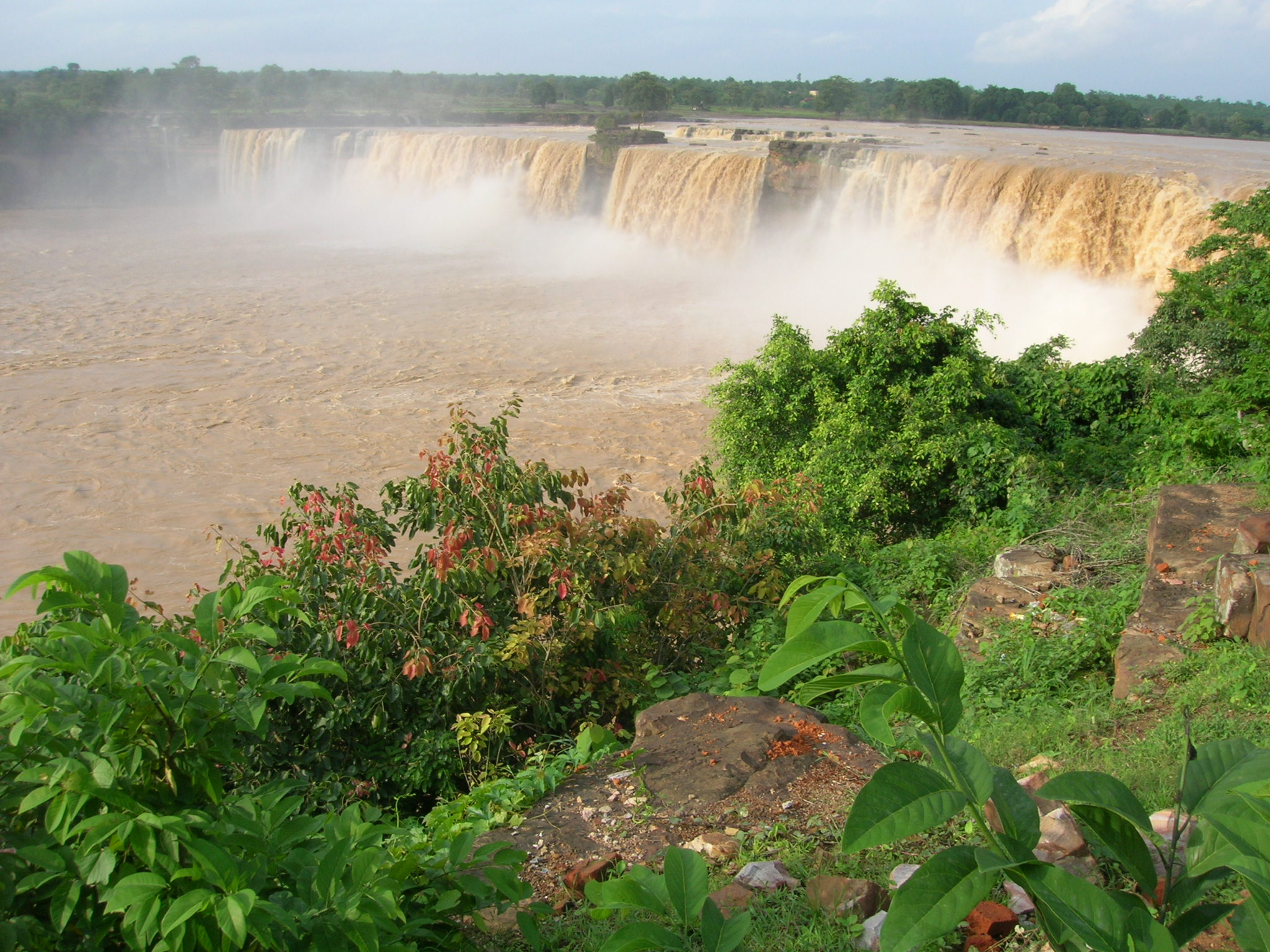